# Platges de Cunit
Les platges de Cunit són les platges que conformen el litoral marítim del municipi de Cunit (Baix Penedès), amb una longitud lineal de 2,5 quilòmetres, entre els termes de Cubelles a llevant i de Calafell a ponent. Consisteixen en una platja fina, pràcticament contínua, d'amplada variable i presidida per 7 espigons exempts, paral·lels a la costa, construïts entre els anys 1977 i 1983 per fixar la línia de costa i que li dona un aspecte singular en forma de cales o badies, que fa augmentar la línia de platja, gràcies a la seva forma semicircular, fins als 3,3 quilòmetres. Des del 2016, la platja de Cunit està dividida en dues: la platja de Cunit Ponent i la platja de Cunit Llevant.
Estan dotades durant la temporada de bany amb un servei de salvament i socorrisme, dutxes, fonts, rentapeus, lavabos, guinguetes, gandules, pistes de voleibol, futbol-platja, petanca, jocs infantils i aparells de gimnàstica.
Ambdues platges estan guardonades amb la Bandera Blava, que reconeix internacionalment la qualitat de l'aigua i serveis. L'Agència Catalana de l'Aigua efectua un control quinzenal de la qualitat de l'aigua, durant la temporada de bany, amb el resultat d'excel·lent.

## Platja de Cunit Ponent
Va del límit de terme amb Calafell fins al carrer de l'Estació, abraçant l'àmbit dels 3 espigons de ponent. Orientada al sud-sud-est, té una longitud de 1.500 metres i una amplada mitjana de 50 metres, formada per sorra fina i un pendent d'entrada a l'aigua suau. Hi desemboca el torrent de la Creueta, a través del col·lector de pluvials del carrer Amílcar Barca. A més, a la platja s'hi troba un altre col·lector de pluvials, a l'alçada del carrer Vendrell, que drena les aigües de la part baixa del terme.

## Platja de Cunit Llevant
Va del carrer de l'Estació fins al límit de terme amb Cubelles, abraçant l'àmbit dels 4 espigons de llevant. Orientada al sud-sud-est, té una longitud de 1.200 metres i una amplada mitjana de 50 metres, formada per sorra fina i un pendent d'entrada a l'aigua suau. Hi desemboquen el torrent de Mas d'en Pere i la riera de Cunit.